# Pöide-Keskvere
Koordinaten: 58° 30′ N, 23° 12′ O
Pöide-Keskvere (deutsch Keskfer) ist ein Dorf (estnisch küla) auf der größten estnischen Insel Saaremaa. Es gehört zur Landgemeinde Saaremaa (bis 2017: Landgemeinde Pöide) im Kreis Saare. Bis zur Neugründung der Landgemeinde Saaremaa hieß der Ort „Keskvere“ und wurde umbenannt, um sich von Keskvere zu unterscheiden, da beide nun in derselben Landgemeinde liegen.

## Einwohnerschaft und Lage
Das Dorf hat acht Einwohner (Stand 31. Dezember 2011). Es liegt in unmittelbarer Nähe zur Meerenge zwischen den Inseln Saaremaa und Muhu, dem Väike väin (deutsch Kleiner Sund). Die Entfernung zur Inselhauptstadt Kuressaare beträgt 50 Kilometer.

## Geschichte
Das Dorf wurde erstmals 1645 unter dem Namen Keskfer urkundlich erwähnt. Nach Zeiten von Pest und Krieg hatte es keine Einwohner mehr. Anfang des 18. Jahrhunderts entstand auf leerem Bauernland das Kronsgut Keskfer. 1912 wurden die meisten Ackerflächen an estnische Landwirte verteilt, der Rest im Jahre 1922.